# Villetta Barrea
Villetta Barrea (La Villa / La Vëllétta in dialetto villettese) è un comune italiano di 596 abitanti della provincia dell'Aquila in Abruzzo. Immerso nel parco nazionale d'Abruzzo, Lazio e Molise, è un centro turistico bagnato dal lago di Barrea. Dista 3 km dalla riserva naturale della Camosciara e 13 km dal passo Godi.

## Geografia fisica

### Territorio
Il paese sorge in mezzo al gruppo montuoso dei monti Marsicani, nel punto in cui il fiume Sangro si addentra in una gola dai ripidi fianchi boscosi per poi allargarsi e immettersi nel lago di Barrea. Il paese si trova tra Monte Mattone (1.809 m) e Monte Sterpi d'Alto (1.966 m), circondato da pinete di pino nero.
Il principale corso d'acqua della zona è costituito dal fiume Sangro che nel territorio comunale di Villetta Barrea riceve due dei suoi primi affluenti: lo Scerto e il Profluo.

## Storia

### Età antica
Il territorio dell'Alto Sangro fu abitato sin dal Paleolitico superiore come attestato dai ritrovamenti archeologici effettuati nella grotta "Achille Graziani".
È probabile che i primi abitanti di questo territorio fossero gruppi di cacciatori provenienti da quote più basse, i quali raggiungevano periodicamente queste montagne alla ricerca di selce e di grosse prede. Inoltre, alcune antiche necropoli testimoniano la presenza, almeno dal primo millennio a.C., di popolazioni stanziali che praticavano sia l'agricoltura che l'allevamento.
Infatti, sono numerosi i luoghi di sepoltura rinvenuti nelle vicine località di Val Fondillo e di Colle Ciglio, tutti riconducibili ad un periodo compreso tra il VI secolo a.C. e il V secolo a.C.. Con il processo di romanizzazione che seguì le guerre sannitiche nell'Alto Sangro si affermò la pastorizia transumante verso l'odierna Puglia settentrionale.

### Età medievale
Sembra risalire all'VIII secolo l'edificazione del monastero benedettino di S. Angelo in Barreggio, distrutto nel 937 in seguito a un'incursione ungara. Questo monastero si trovava nell'area dell'odierno cimitero di Villetta Barrea. Successivamente, lo Studio, un monastero-fortilizio, venne costruito su una rupe a picco sulla Foce di Barrea per iniziativa del monastero di Montecassino, presente con i suoi monaci nella zona a partire dal 1017, quando l'intera area venne ceduta dal monastero di S. Vincenzo al Volturno.
L'origine, però, dell'abitato di Villetta Barrea, fu coeva allo spopolamento di Rocca Intramonti, antico centro abitato sorto ai piedi della Camosciara, abbandonato dai suoi abitanti tra la fine del XIV secolo e l'inizio del XV secolo.
Così, le prime notizie su Villetta Barrea risalgono agli inizi del XV secolo, periodo nel quale il nascente borgo viene indicato con i nomi di Villa Valis Regiae e Villa di Varreggia. Inoltre, verso la metà del XV secolo ci fu la ripresa dell'industria armentizia promossa da Alfonso I di Napoli, il quale, istituendo nel 1447 la Regia dogana della Mena delle pecore di Foggia, riaprì i tratturi.
Il nuovo agglomerato divenne feudo prima dei Caldora, poi dei De Requenses, ai quali seguirono i D'Afflitto e i Caracciolo di Melissano.

### Età contemporanea
A Villetta Barrea, la crisi della pastorizia transumante insieme all'incremento demografico, contribuirono ad accrescere il fenomeno dell'emigrazione oltreoceano, che ebbe il suo apice tra gli ultimi anni del XIX secolo e i primi anni del XX secolo.
Durante la seconda guerra mondiale, a soli 5 km da Villetta Barrea, si assestò il fronte della linea Gustav. Successivamente, nel dicembre del 1943, i villettesi dovettero obbedire all'ordine di sfollamento emesso dalle autorità militari tedesche. Molti sfollati trovarono rifugio presso Passignano sul Trasimeno in provincia di Perugia e a ricordo di tale evento i due comuni si sono gemellati nel 2014.
Alla fine della guerra, i villettesi si ritrovarono in una condizione di miseria assoluta e con il declino dell'economia tradizionale l'emigrazione riprese, in particolar modo verso la città di Roma.
Nel 1951 fu completata la diga situata nel confinante comune di Barrea ed il relativo bacino fu inondato.  Il paesaggio del luogo fu pertanto modificato trasformando parte del corso del fiume Sangro nell'attuale lago di Barrea, che coprì anche parte del territorio di Villetta Barrea. Oggi il lago, oltre che per la produzione di energia idroelettrica, è utilizzato anche per fini turistico-balneari nonché come riserva idrica per i velivoli antincendio.
Ai danni provocati dal terremoto del 1984 la popolazione di Villetta Barrea reagì mediante la ristrutturazione degli antichi edifici e la creazione di nuove strutture che migliorarono ulteriormente le capacità ricettive del settore turistico.
Oggi Villetta Barrea vive un periodo di rinnovata floridezza principalmente come meta turistica tra i tipici borghi abruzzesi ed è conosciuta anche come paese dei cervi, per la loro frequente presenza per le strade e le aree verdi villettesi.

### Simboli
Lo stemma comunale e il gonfalone sono stati concessi con decreto del presidente della Repubblica del 6 agosto 1988.
Il gonfalone è un drappo partito di azzurro e di rosso.

## Monumenti e luoghi d'interesse

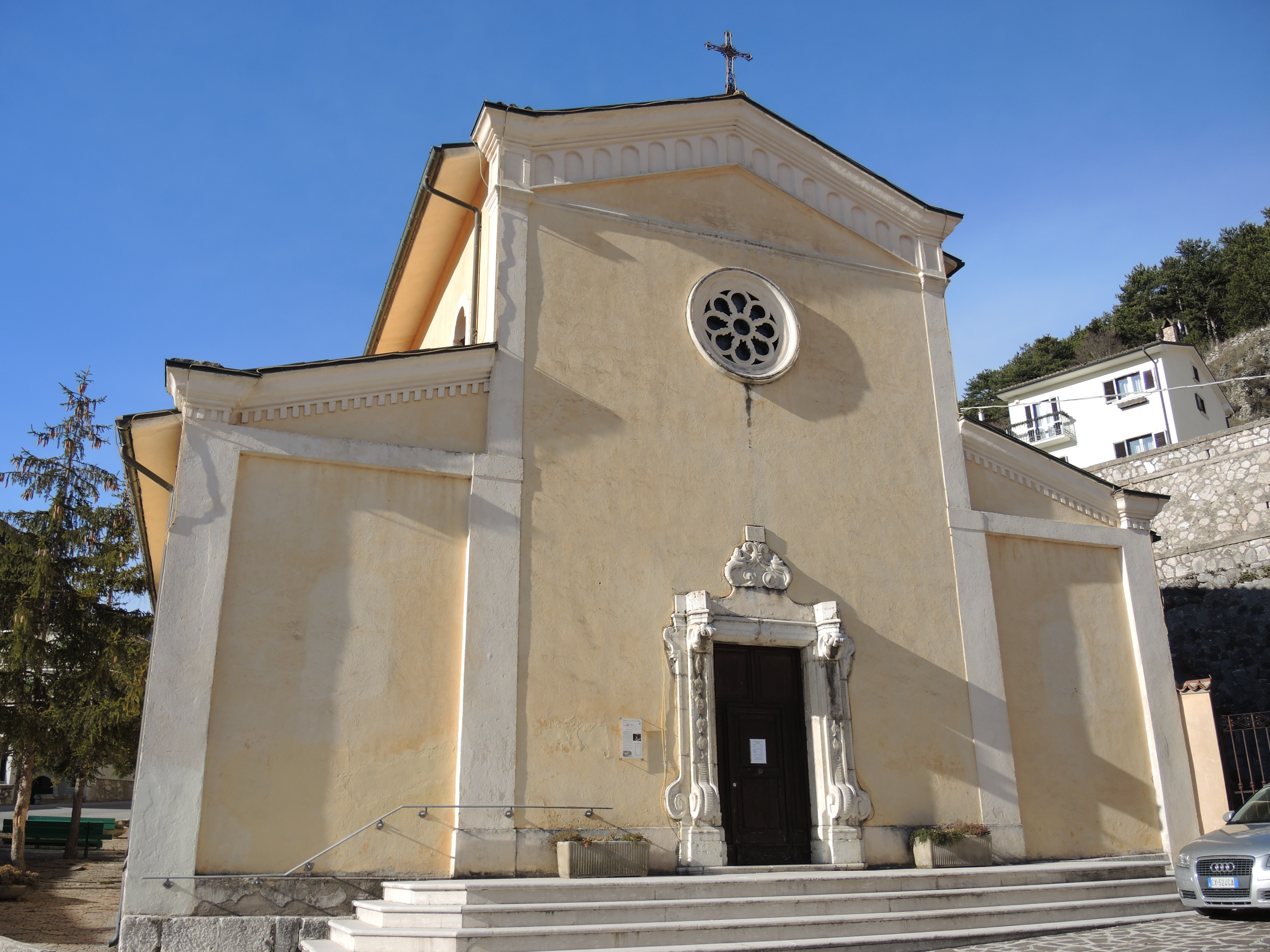
Chiesa di Santa Maria Assunta

### Architetture religiose
- Chiesa di Santa Maria Assunta, inizialmente al centro del paese, ma distrutta dal terremoto del 1915 e ricostruita nel 1927 su Via Scanno;[8]
- Chiesa di San Rocco o del Purgatorio, lungo via Benedetto Virgilio;
- Chiesa di San Michele, ultimi resti del monastero di Sant'Angelo di Barregio (monasterium Sancti Angeli, quod Barregium). È situata nel cimitero del paese;
- Chiesa di San Sebastiano, originariamente sorta fuori dell'abitato, ora è ai limiti dello stesso, in via Castello[9]; la data di prima costruzione è ignota ma è certo che la chiesetta esisteva già nel 1639; fu oggetto di restauro nel 1960 e nei primi del '700; la sistemazione attuale risale al restauro conseguente al terremoto del 1984; nelle mura della chiesa era incastonata una un'epigrafe di epoca romana che oggi si trova nel Museo della Torre medievale[10]; l'iscrizione consente una parziale lettura da cui si evince che un centurione della XXII legione fece un dono ad Ercole spendendo mille sesterzi.

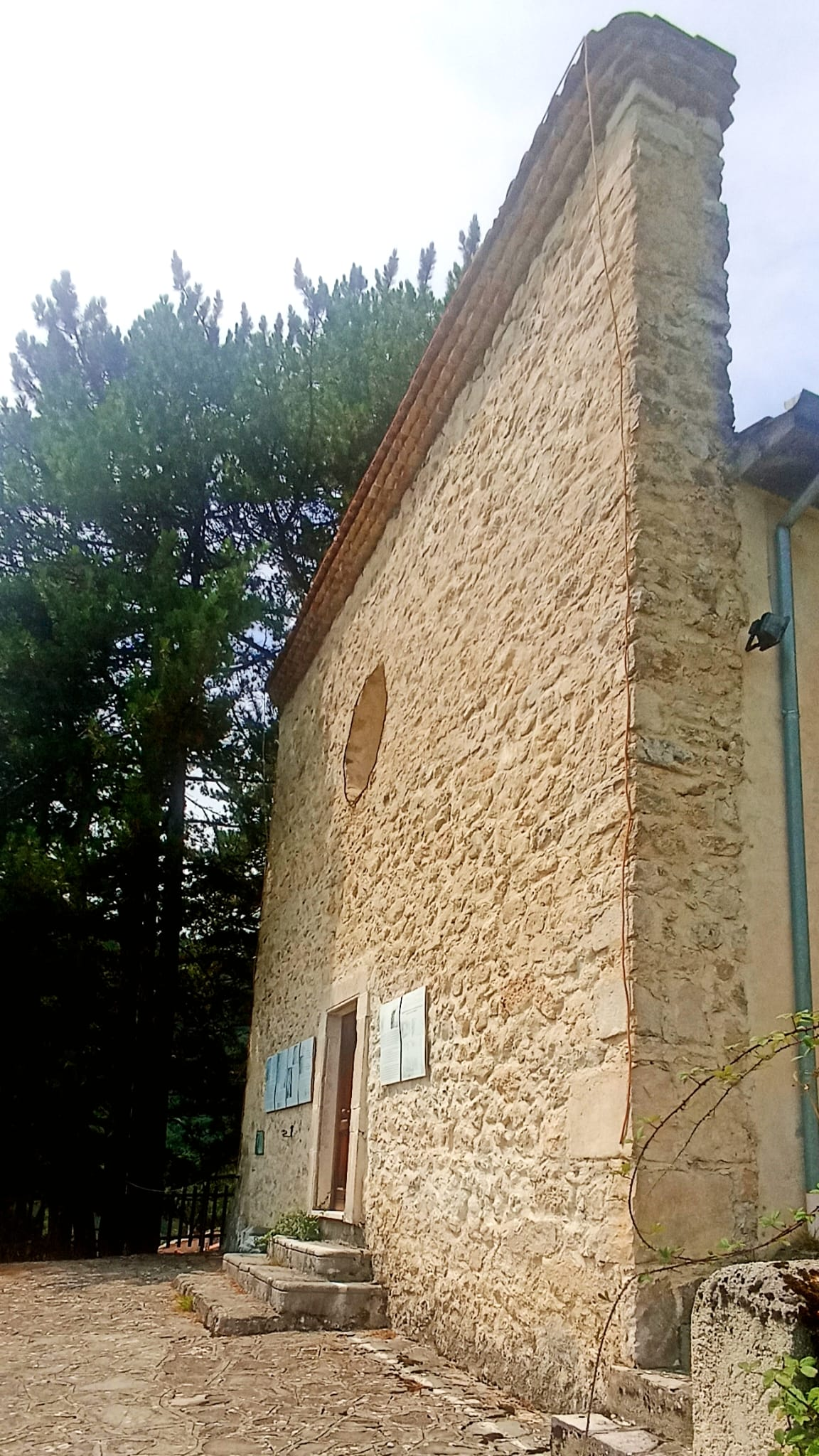
Chiesa di San Sebastiano

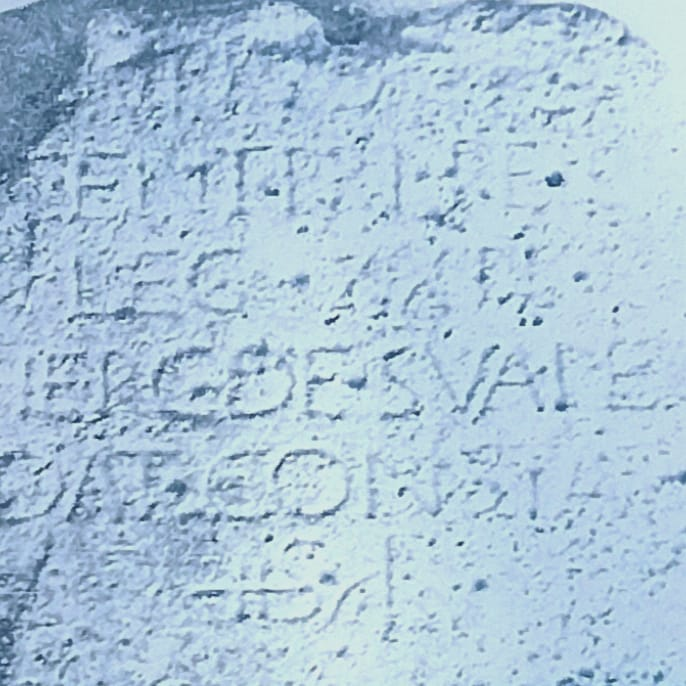
Epigrafe di epoca romana

### Architetture civili
- Palazzo cinquecentesco presso le mura difensive;[11]
- Palazzo del Municipio risalente al Settecento;[11]
- Torre medievale (con annesso Museo della Torre, al momento –agosto 2025- il museo non è visitabile in attesa di ristrutturazione).

### Siti archeologici
- Grotta "Achille Graziani";
- Epigrafe di epoca romana, originariamente ubicata presso la Chiesa di San Sebastiano ed ora collocata nel Museo della Torre Medievale.

### Aree naturali
- Passo Godi (presso Passo Godi c'è il faggio monumentale di Pontone[12][13]).

## Società

### Evoluzione demografica
Abitanti censiti

## Cultura

### Musei
- Museo della Torre Medievale;
- Museo della Transumanza;
- Museo dell'Acqua.

## Infrastrutture e trasporti

### Strade
Villetta Barrea è attraversata dalla strada statale 83 Marsicana (che percorre il parco nazionale d'Abruzzo da nord a sud-est) ed è inoltre raggiunta dalla strada statale 479 Sannite.

## Amministrazione

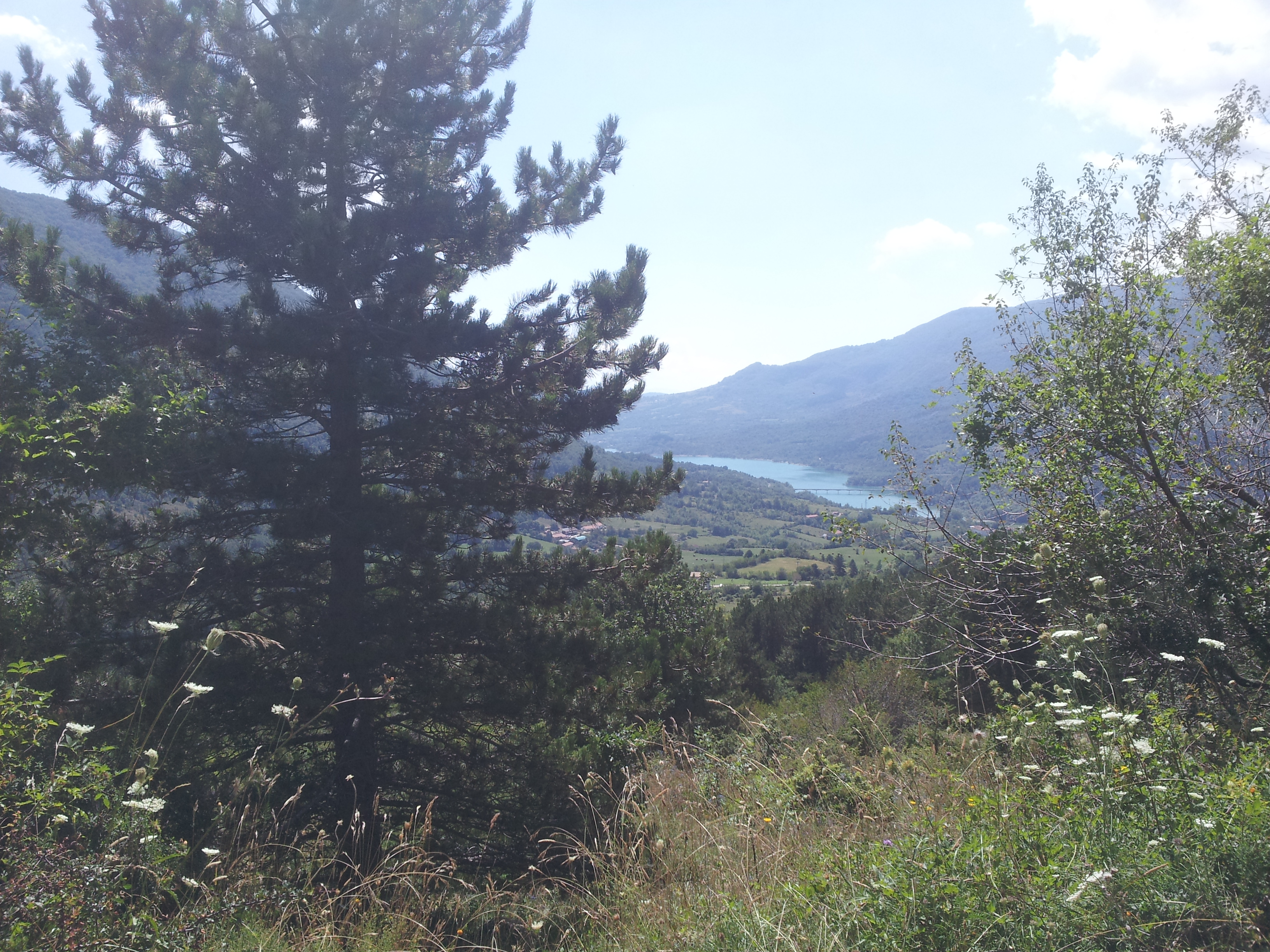
Veduta del lago di Barrea da sopra l'abitato di Villetta Barrea.

| Periodo        | Periodo        | Primo cittadino      | Partito              | Carica  | Note |
| -------------- | -------------- | -------------------- | -------------------- | ------- | ---- |
| 8 giugno 1985  | 14 giugno 1999 | Geremia Cianchetti   | Democrazia Cristiana | Sindaco |      |
| 14 giugno 1999 | 14 giugno 2004 | Geremia Cianchetti   | Centro-sinistra      | Sindaco |      |
| 14 giugno 2004 | 31 maggio 2015 | Lucio Di Domenico    | Lista Civica         | Sindaco |      |
| 1º giugno 2015 | in carica      | Giuseppina Colantoni | Lista Civica         | Sindaco |      |

### Gemellaggi
Villetta Barrea è gemellata con:
- Hamilton, dal 1992
- Passignano sul Trasimeno, dal 2014